# Per Mattsson
Pour les articles homonymes, voir Mattsson.
Per Mattsson est un acteur suédois, né le 22 juillet 1948 à Västerås (comté de Västmanland).

## Biographie
Acteur de théâtre principalement, Per Mattsson joue notamment au théâtre dramatique royal de Stockholm (Kungliga Dramatiska Teatern en suédois, abrégé Dramaten) à partir de 1971.
Parmi ses pièces notables en ce lieu, mentionnons Ennemis de Maxime Gorki (1973, avec Erland Josephson et Gunnel Lindblom), Le Roi Lear de William Shakespeare (1984, avec Ewa Fröling et Jarl Kulle), Mort d'un commis voyageur d'Arthur Miller (1992, avec Jarl Kulle et Mona Malm), Le Malade imaginaire de Molière (2003, avec Erland Josephson et Mats Bergman), ou encore La Mouette d'Anton Tchekhov (2014, avec Stina Ekblad).
Au cinéma, il contribue à seulement quinze films suédois (ou en coproduction), le premier sorti en 1973 étant Smutsiga fingrar (sv) d'Arne Mattsson (avec Barbro Hiort af Ornäs et Ulf Palme) ; le dernier à ce jour sort en 2006.
Son film le plus connu en France est sans doute Fanny et Alexandre d'Ingmar Bergman (1982, avec Ewa Fröling et Jan Malmsjö). Citons encore Nuits d'été de Gunnel Lindblom (1987, avec Sif Ruud et Harriet Andersson), adaptation d'une pièce qu'il venait d'interpréter au Dramaten en 1986.
Observons ici que Bergman le dirige à plusieurs reprises au Dramaten, entre autres dans Le Roi Lear précité ; de plus, lors d'une adaptation de Fanny et Alexandre jouée en ce théâtre courant 2012, il reprend le rôle d'Isak Jacobi tenu par Erland Josephson dans le film (où Per Mattsson interprète un membre de la troupe théâtrale).
Enfin, à la télévision suédoise, il apparaît dans seize séries entre 1976 et 2013, dont Tre kronor (en)  (sept épisodes, 1995) et Emma åklagare (sv) (intégrale en neuf épisodes, 1997).
S'ajoutent neuf téléfilms, le premier diffusé en 1971 ; le dernier à ce jour est Les Bacchantes d'Ingmar Bergman (1993, avec Peter Mattei).

## Théâtre au Dramaten (sélection)
- 1971 : Le Tartuffe ou l'Imposteur (Tartuffe) de Molière, mise en scène de Mimi Pollak : un officier
- 1972 : Maître Olof (Mäster Olof) d'August Strindberg, mise en scène d'Alf Sjöberg : le majordome / un autre homme
- 1972 : Hölderlin de Peter Weiss : un étudiant / Schellenberg / un membre du chœur
- 1973 : Ennemis (Fiender) de Maxime Gorki, mise en scène d'Alf Sjöberg : Grekov
- 1974 : Den jäktade de Ludvig Holberg : Leander
- 1975 : Antoine et Cléopâtre (Antonius och Kleopatra) de William Shakespeare, mise en scène d'Alf Sjöberg : Thidias
- 1976 : Mariage blanc (Vitt äktenskap) de Tadeusz Różewicz : Benjamin
- 1977 : Gudar och människor de Willy Kyrklund, mise en scène de Gunnel Lindblom : Apollon
- 1980 : Attest de Pavel Kohout : Vanek
- 1980 : Pétition (Protest) de Vaclav Havel : Vanek
- 1980 : Leka med elden d'August Strindberg : le fils
- 1981 : Sainte Jeanne des Abattoirs (Heliga Johanna från slakthusen) de Bertolt Brecht, mise en scène de Benno Besson : un acheteur
- 1983 : La nuit est mère du jour (Natten är dagens mor) de Lars Norén : David
- 1984 : Le Roi Lear (Kung Lear) de William Shakespeare, mise en scène d'Ingmar Bergman : le duc d'Albany
- 1984 : Ett experiment de Hjalmar Bergman, mise en scène d'Hans Alfredson : Abel
- 1985 : La Reine Christine (Kristina) d'August Strindberg : Klas Tott
- 1986 : Médée (Medea) d'Euripide : Jason
- 1986 : Några sommarkvällar på jorden d'Agneta Pleijel, mise en scène de Gunnel Lindblom : Tomas
- 1987 : Station atomique (En liten ö i havet), adaptation du roman homonyme d'Halldór Laxness, mise en scène d'Hans Alfredson : Guden Briljantin / le colonel américain
- 1988 : Le Maître et Marguerite (Mästaren och Margarita), adaptation du roman homonyme de Mikhaïl Boulgakov : Jésus
- 1989 : Une maison de poupée (Ett dockhem) d'Henrik Ibsen, mise en scène d'Ingmar Bergman : l'avocat Helmer
- 1991 : Peer Gynt d'Henrik Ibsen, mise en scène d'Ingmar Bergman : le jeune marié / Pennan
- 1991 : Mademoiselle Julie (Fröken Julie) d'August Strindberg, mise en scène d'Ingmar Bergman : un paysan
- 1992 : Mort d'un commis voyageur (En handelsresandes död) d'Arthur Miller : Biff
- 1993 : Le Temps et la Chambre (Rummet och tiden) de Botho Strauss, mise en scène d'Ingmar Bergman : Olaf
- 1993 : Le Retour (Hemkomsten) d'Harold Pinter : Teddy
- 1994 : Le Conte d'hiver (Vintersagan) de William Shakespeare, mise en scène d'Ingmar Bergman : le clown
- 1997 : Simpatico de Sam Shepard : Vinnie
- 1997 : Le Père (Fadren) d'August Strindberg : le pasteur
- 1998 : La Puce à l'oreille (Leva loppan) de Georges Feydeau : Augustin Ferraillon
- 1998: Un ennemi du peuple (Folkets fiende) d'Henrik Ibsen : Hovstad
- 2000 : Pop-corn (Popcorn) de Ben Elton : Karl Brezner
- 2001 : L'École des femmes (Hustruskolan) de Molière : Oronte
- 2003 : Le Malade imaginaire (Den inbillade sjuke) de Molière : Béralde / Molière
- 2004 : Riddartornet d'Erik Johan Stagnelius : Herman
- 2005 : Platonov d'Anton Tchekhov : Porphyre Glagoliev
- 2005 : Mesure pour mesure (Lika för lika) de William Shakespeare : le prévôt
- 2005 : Macbeth de William Shakespeare : Duncan
- 2007 : Le Songe (Ett drömspel) d'August Strindberg, mise en scène de Mats Ek : le père / le souffleur / l'évêque
- 2008 : Gustave Ier Vasa (Gustav Vasa) d'August Strindberg : Herman Israel
- 2009 : Les Joyeuses Commères de Windsor (Muntra fruarna i Windsor) de William Shakespeare : Nim
- 2009 : Don Carlos de Friedrich von Schiller : le duc de Medina Sidonia / Raymond de Taxis
- 2010 : La Tempête (Stormen) de William Shakespeare : Gonzalo / Trinculo
- 2011 : Roméo et Juliette (Romeo och Julia) de William Shakespeare : Capulet / l'apothicaire
- 2011 : Le Misanthrope ou l'Atrabilaire amoureux (Misantropen) de Molière : Acaste
- 2012 : Les Brigands (Rövare) de Friedrich von Schiller : le comte Maximilian von Moor / un négociant
- 2012 : Fanny et Alexandre (Fanny och Alexander), adaptation du film homonyme d'Ingmar Bergman : Isak Jacobi
- 2014 : La Mouette (Måsen) d'Anton Tchekhov : Chamraïev

## Filmographie partielle

### Cinéma
- 1973 : Smutsiga fingrar d'Arne Mattsson : Peter
- 1977 : Den allvarsamma leken d'Anja Breim (film suédo-norvégien) : Ture Törne
- 1982 : Fanny et Alexandre (Fanny och Alexander) d'Ingmar Bergman : Mikael Bergman
- 1987 : Nuits d'été (Sommarkvällar på jorden) de Gunnel Lindblom : Tomas
- 1988 : Vargens tid d'Hans Alfredson : Quattara

### Télévision
Séries
- 1995 : Tre kronor (en), saison 2, 7 épisodes : Brian Andersson
- 1997 : Emma åklagare, saison unique, 9 épisodes (intégrale) : Simon Derkert

Téléfilms
- 1974 : Charles XII (Karl XII) de Keve Hjelm : le lieutenant Carlberg
- 1993 : Les Bacchantes (Backanterna) d'Ingmar Bergman : le berger